# Joseph Huỳnh Văn Sỹ
Joseph Huỳnh Văn Sỹ (Phước Sơn, 17 luglio 1963) è un vescovo cattolico vietnamita, dal 1º maggio 2023 vescovo di Nha Trang.

## Biografia
Joseph Huỳnh Văn Sỹ è nato il 17 luglio 1963 a Phước Sơn, comune del distretto Tuy Phước nella provincia di Binh Dinh. 
Ha svolto tutti gli studi a Quy Nhơn e si è laureato in fisica ed ingegneria presso la Quy Nhơn University nel 1985. Sette anni dopo, maturata la vocazione, ha frequentato il seminario maggiore Sao Biển (Stella Maris) dal 1992 al 1997.
È stato ordinato presbitero il 12 maggio 1999 dal vescovo Paul Huỳnh Đông Các, incardinandosi nella diocesi di Quy Nhơn. 
Dopo l'ordinazione sacerdotale ha prestato servizio nell'episcopio dal 1999 al 2001 quando è stato poi inviato a Roma per studiare presso la Pontificia università urbaniana laureandosi nel 2006 in diritto canonico con una tesi dal titolo Obbligo e diritto dei genitori all'educazione dei figli (can. 226§2) con particolare riferimento alla situazione in Vietnam.
Rientrato in patria è stato fino al 2009 segretario del vescovo di Quy Nhơn Pierre Nguyễn Soạn e successivamente vicario giudiziale e rettore del seminario San Giuseppe di Quy Nhơn, membro del consiglio presbiterale, del consiglio consultivo e del comitato per la formazione permanente dei sacerdoti sempre per la medesima diocesi. È stato anche professore invitato per il seminario maggiore Sao Biển di Nha Trang.
Il 1º maggio 2023 papa Francesco lo ha nominato vescovo di Nha Trang. Ha ricevuto l'ordinazione episcopale il 27 giugno 2023 per imposizione delle mani dell'arcivescovo di Huê Joseph Nguyễn Chí Linh.

## Genealogia episcopale
La genealogia episcopale è:
- Cardinale Scipione Rebiba
- Cardinale Giulio Antonio Santori
- Cardinale Girolamo Bernerio, O.P.
- Arcivescovo Galeazzo Sanvitale
- Cardinale Ludovico Ludovisi
- Cardinale Luigi Caetani
- Cardinale Ulderico Carpegna
- Cardinale Paluzzo Paluzzi Altieri degli Albertoni
- Papa Benedetto XIII
- Papa Benedetto XIV
- Papa Clemente XIII
- Cardinale Marcantonio Colonna
- Cardinale Giacinto Sigismondo Gerdil, B.
- Cardinale Giulio Maria della Somaglia
- Cardinale Carlo Odescalchi, S.I.
- Cardinale Costantino Patrizi Naro
- Cardinale Lucido Maria Parocchi
- Papa Pio X
- Papa Benedetto XV
- Papa Pio XII
- Cardinale Eugène Tisserant
- Papa Paolo VI
- Arcivescovo Angelo Palmas
- Vescovo Pierre Nguyễn Huy Mai
- Vescovo Paul Nguyễn Văn Hòa
- Arcivescovo Joseph Nguyễn Chí Linh
- Vescovo Joseph Huỳnh Văn Sỹ